# هاوارد هنسون
هاوارد هنسون (انگلیسی: Howard Hanson؛ ۲۸ اکتبر ۱۸۹۶ – ۲۶ فوریه ۱۹۸۱) رهبر ارکستر، نوازنده پیانو و آهنگساز اهل ایالات متحده آمریکا بود.
او به مدت ۴۰ سال، رئیس «مدرسه عالی موسیقی ایستمن» بود و برنده جوایز گوناگونی از جمله جایزه پولیتزر، جایزه پیبادی   شده بود و عضو فرهنگستان هنر و علوم آمریکا، فرهنگستان علوم پادشاهی سوئد و انجمن فیلسوفان آمریکا بود.